# STS-64
STS-64, voluit Space Transportation System-64, was een spaceshuttlemissie van de Discovery. Tijdens de missie werd er wetenschappelijk onderzoek gedaan aan boord en buiten de spaceshuttle.

## Bemanning
| Positie            | Lancering                        | Landing                          |                             |
| ------------------ | -------------------------------- | -------------------------------- | --------------------------- |
| Bevelhebber        | Richard Richards 4e ruimtevlucht | Richard Richards 4e ruimtevlucht |                             |
| Piloot             | Blaine Hammond 2e ruimtevlucht   | Blaine Hammond 2e ruimtevlucht   |                             |
| Missiespecialist 1 | Jerry Linenger 1e ruimtevlucht   | Jerry Linenger 1e ruimtevlucht   |                             |
| Missiespecialist 2 | Susan Helms 2e ruimtevlucht      | Susan Helms 2e ruimtevlucht      | Susan Helms 2e ruimtevlucht |
| Missiespecialist 3 | Carl Meade 3e ruimtevlucht       | Carl Meade 3e ruimtevlucht       | Carl Meade 3e ruimtevlucht  |
| Missiespecialist 4 | Mark Lee 3e ruimtevlucht         | Mark Lee 3e ruimtevlucht         | Mark Lee 3e ruimtevlucht    |

## Media

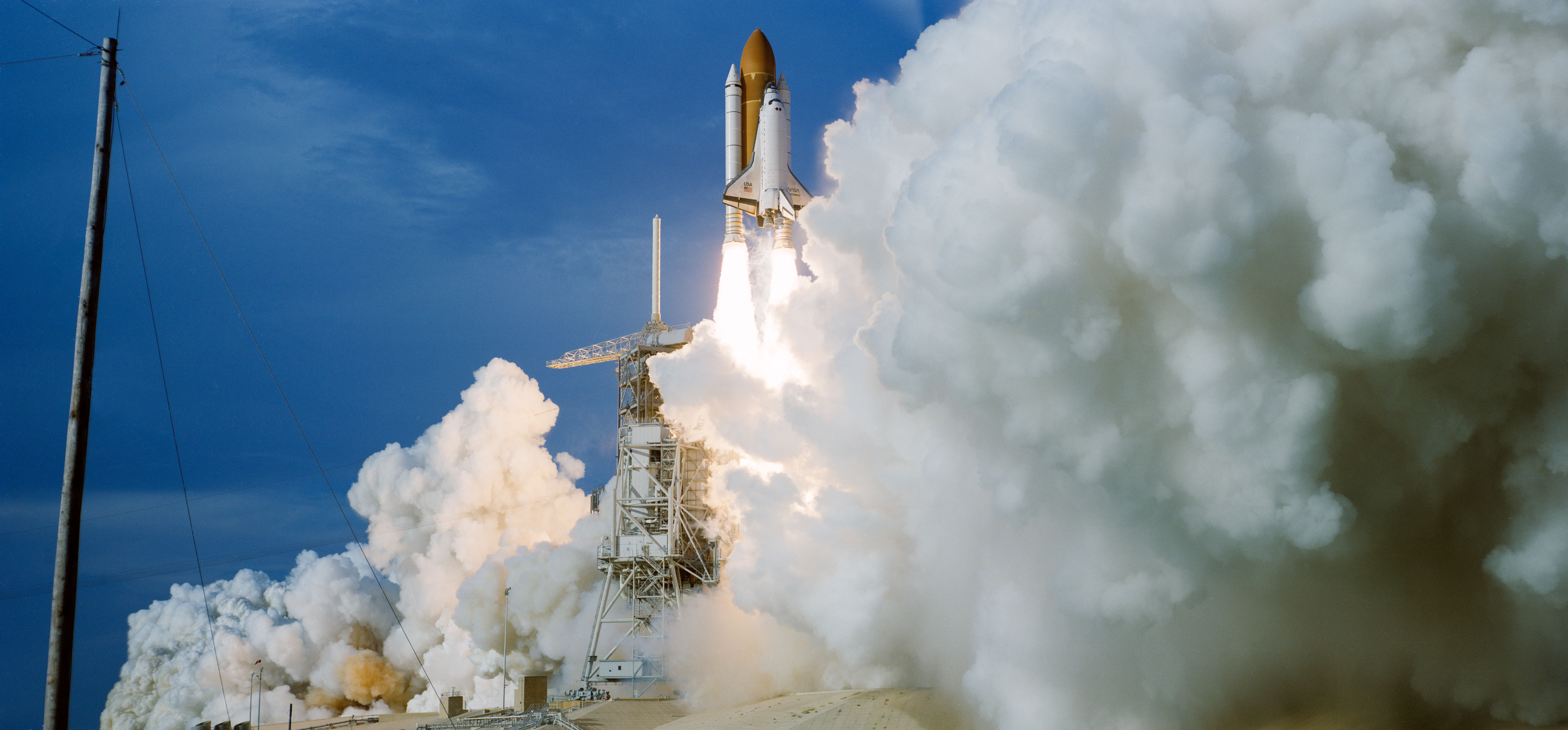
Lancering